# Lucien Aubey
Lucien Yann Sherril Aubey (Brazzaville, 24 de mayo de 1984) es un futbolista congoleño. Juega de central o lateral izquierdo y actualmente no tiene club.

## Carrera
Fue juvenil del Toulouse, dio el salto al primer equipo en 2001, tras 6 temporadas a buen nivel, fue fichado por el Lens, en invierno de 2007 fue fichado por el Portsmouth FC en calidad de cedido, tras no brillar en 6 meses volvió al Lens.

## Selección nacional
Ha sido internacional con la Selección de fútbol del Congo, ha jugado 3 partidos internacionales.

## Clubes
| Club           | País       | Año       |
| -------------- | ---------- | --------- |
| Toulouse FC    | Francia    | 2001-2007 |
| RC Lens        | Francia    | 2007-2008 |
| Portsmouth FC  | Inglaterra | 2008      |
| Stade Rennes   | Francia    | 2008-2009 |
| Sivasspor      | Turquía    | 2010      |
| Stade de Reims | Francia    | 2010-     |

- Datos: Q2547716
- Multimedia: Lucien Aubey / Q2547716